# 科帕林區
5°27′07″S 78°27′02″W / 5.45194°S 78.45056°W
科帕林區（西班牙語：Distrito de Copallín），是秘魯的一個區，位於該國北部亞馬遜大區的巴瓜省，面積90.2平方公里，海拔高度550米，2005年人口5,752，人口密度每平方公里64人。